# Wandisa Guida
Wandisa Guida (* 2. April 1935 in Trani, Apulien) ist eine italienische Schauspielerin.

## Leben
Guida erreichte 1954 bei der Wahl zur Miss Italien den zweiten Platz hinter Eugenia Bonino. In der Folge erhielt sie eine Reihe von kleineren Filmrollen, unter anderem an der Seite von Vittorio De Sica in Die Schuldigen, und in einer auf Charlotte Brontës Roman Jane Eyre basierenden Miniserie. In der Blütezeit des italienischen Sandalenfilms wirkte sie in einer Reihe dieser Filme, darunter Die Rache des Herkules, Herkules, der Held von Karthago und Herkules – Rächer von Rom. Nach dem Abebben des Sandalenfilms und zunehmender Popularität von Agentenfilmen nach dem Erfolg des ersten James-Bond-Filmes spielte Guida in zwei Filmen an der Seite von Richard Harrison, der den CIA-Agenten Bob Fleming darstellte. 1966 war sie neben Anthony Eisley in Gemini 13 – Todesstrahlen auf Kap Canaveral zu sehen, der zunächst das Ende ihrer Filmkarriere darstellte. 1982 kehrte sie für Sergio Martinos Horrorfilm Assassinio al cimitero etrusco noch einmal auf die Leinwand zurück; dieser hatte auch die Altstars John Saxon und Van Johnson für Nebenrollen gewinnen können.
Guida wurde von verschiedenen Sprecherinnen synchronisiert, unter anderem Ursula Herwig, Gisela Trowe und Christina Johnske.

## Filmografie (Auswahl)
- 1957: Maurizio (I colpevoli)
- 1957: Eine Nacht mit 16 Blondinen (Serenate per 16 bionde)
- 1957: Der Vampir von Notre Dame (I vampiri)
- 1958: Totò und Marcellino (Too e Marcellino)
- 1959: Kastell der Verräter (Il cavaliere senza terra)
- 1960: Die Rache des Herkules (La vendetta di Ercole)
- 1960: Die Sklaven Roms (La rivolta degli schiavi)
- 1961: Drakut, der Rächer (Drakut il vendicatore)
- 1961: Der Gefangene der Eisernen Maske (La vendetta della maschera di ferro)
- 1961: Herkules, der Held von Karthago (La vendetta di Ursus)
- 1964: Die Giganten von Rom (I giganti di Roma)
- 1962: Der Gladiator von Rom (Il gladiatore di Roma)
- 1964: Die drei Sergeanten von Bengali (i tre sergenti del Bengala)
- 1964: Herkules – Rächer von Rom (Ercole contro Roma)
- 1965: Maciste im Reich von König Salomon (Maciste nelle miniere del re Salomone)
- 1965: Bob Fleming hetzt Professor G. (Le spie uccidono a Beirut)
- 1966: Bob Fleming – Mission Casablanca (A 077, sfida ai killers)
- 1966: Gemini 13 – Todesstrahlen auf Kap Canaveral (Operazione Goldman)